# Royal Navy Section Belge
Die Royal Navy Section Belge waren die Seestreitkräfte der „freien belgischen Armee“ während des Zweiten Weltkrieges und wurde 1940 gegründet. Belgische Seeleute bemannten britische Schiffe und kämpften unter der belgischen Flagge auf Seiten der Alliierten. 1946 wurde die Royal Navy Section Belge in die neugegründete Belgische Marine überführt.

## Vorgeschichte und Gründung

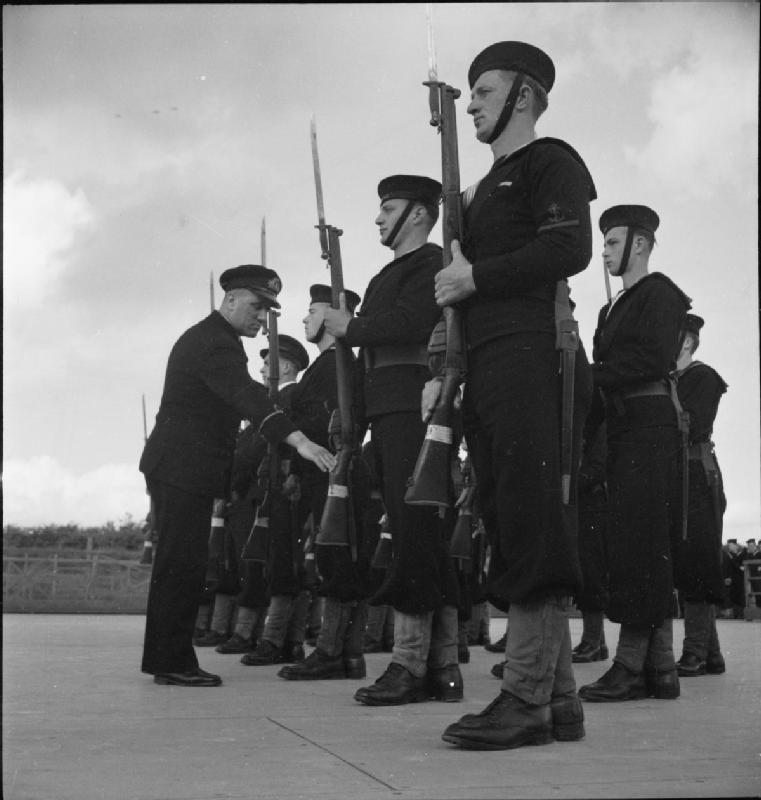
Belgische Seeleute während der Ausbildung in Skegness 1945

Als die belgische Armee am 28. Mai 1940 vor der Wehrmacht kapitulierten musste, setzten mehrere Einheiten der belgischen Seestreitkräfte den Kampf gegen die Deutschen fort. Dabei verfügte die kleine belgische Marine, das erst 1939 wieder gegründete „Corps de Marine“, nur über wenige Einheiten – sie bestand aus 22 Booten: 3 Patrouillenboote, 6 Trawler, 7 Vorpostenboote, 4 Yachten sowie ein Schlepper und ein alter Tanker. Nach den Rückzugsgefechten und der Internierung schaffte nur ein Boot, das Patrouillenboot P6 – die spätere HMS Kernot –, die Überfahrt nach Großbritannien. Die Seeleute wie auch das Schiff wurden dort in die Royal Navy integriert.
Zivile belgische Seeleute hatten ebenfalls den Weg nach Großbritannien gefunden – Fischer, die bei der Evakuierung alliierter Truppen aus Dünkirchen (Operation Dynamo) geholfen hatten, Seeleute belgischer Handelsschiffe oder Armeeangehörige mit Erfahrungen in der Seefahrt, aber auch Seeleute und Kadetten des im Kongo vom Krieg überraschten zivilen Segelschulschiffs Mercator. Sie wurden ebenfalls in die Royal Navy übernommen und auf verschiedene britische Schiffe verteilt eingesetzt. An schwimmenden Einheiten integrierte die Royal Navy rund die Hälfte der belgischen Fischereiflotte, etwa 280 Trawler, und setzte sie im Küstenschutz für Patrouillen, die Überwachung von Netzsperren oder als Ballonträger ein. Das Ministry of War Transport wiederum nutzte belgische Frachtschiffe für militärische Transporte.
Als es der belgischen Regierung in London im Oktober 1940 gelang, von Großbritannien den Status als kriegsführende Partei zu erlangen, waren die ersten rechtlichen Grundlagen für Verhandlungen über belgische Streitkräfte im Exil gelegt. Impulsgeber und Organisator zur Schaffung belgischer Seestreitkräfte im britischen Exil wurde der Marineoffizier Leutnant Victor Billet. Er schaffte es, in Gesprächen zwischen Vertretern der belgischen Wirtschaftsmission und des „Belgian Shipping Advisory Committee“ sowie der britischen Admiralität, eine belgische Sektion innerhalb der Royal Navy – die „Royal Navy Section Belge“ (RNSB) – zu gründen. Dabei wurde vereinbart, dass Großbritannien die Schiffe und Belgien die Mannschaften – ausschließlich Freiwillige – stellte. Am 3. April 1941 vereinbarten beide Parteien ergänzend, dass die Schiffe der RNSB neben dem "White Ensign" der Royal Navy auch die eigene Nationale setzen durften. Die Einheiten der RNSB unterstanden operativ der britischen Admiralität und administrativ der belgischen Marineverwaltung – in Form des belgischen Ministeriums für Kommunikation, das auch vor dem Krieg für die Marine zuständig gewesen war.
Bereit am 22. Oktober 1940 waren die ersten belgischen Freiwilligen im Ausbildungslager „HMS Royal Arthur“ in Skegness in der Grafschaft Lincolnshire eingetroffen. Für die Dauer des Krieges wurde „Royal Arthur“ für die fünfwöchige Grundausbildung genutzt, bevor die Mannschaften zu weiteren Lehrgängen als Schützen, Funker, Signalmaate, Fahrer, Steward etc. in das nächste Camp versetzt wurden. Die Offiziersanwärter kamen zunächst zum „Royal Naval College“ von Greenwich, bevor auch sie auf Speziallehrgänge für Waffen, Torpedos, Minensuche und U-Boot-Abwehr kamen.

## Einheiten und Einsätze

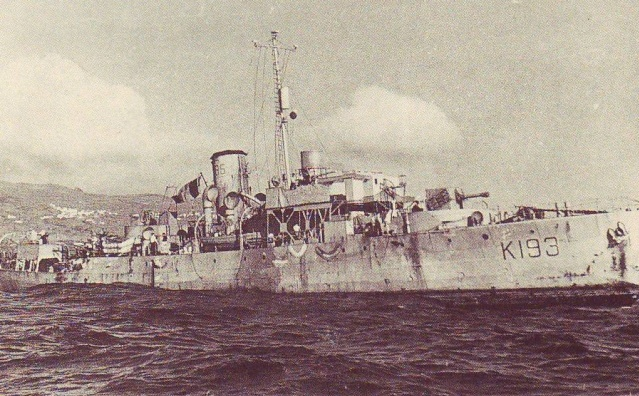
HMS Buttercup

Ab Januar 1941 kamen die ersten belgischen Mannschaften in der RNSB zum Einsatz.
Einheiten der Royal Navy, die der „Royal Navy Section Belge“ (RNSB) zugewiesen waren (1940–1945):
- Korvetten[6]
  - Godetia (K226): im Dienst 12. Februar 1942 bis 16. Dezember 1944
  - Buttercup (K193): im Dienst 23. April 1942 bis 20. Dezember 1944

Die beiden Korvetten wurden in der Geleitzugsicherung eingesetzt und trugen während des Krieges zusammen in der „5. Escort Group“ zum Schutz von rund 70 Konvois bei – vor allem im Atlantik, an der amerikanischen Küste und der Karibik, im Mittelmeer und während der Operation zur alliierten Landung in der Normandie 1944.
- Patrouillenboote[8]

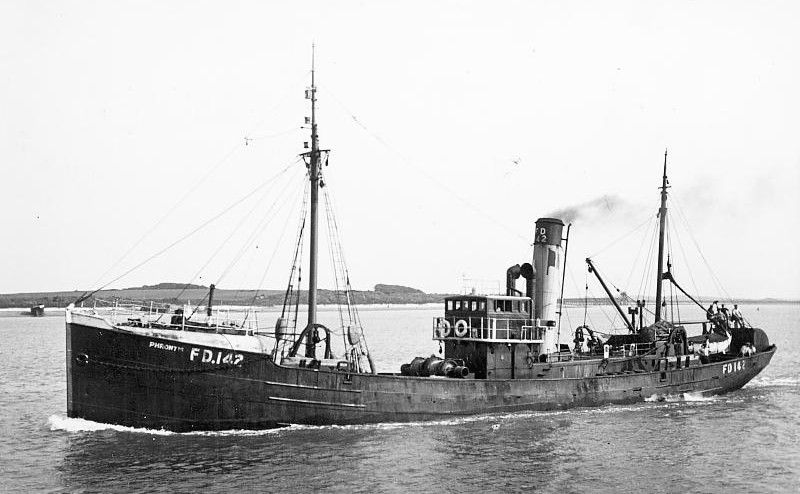
HMS Phrontis

  - HMS Kernot, ex P 16 des „Corps de Marine“: von der Royal Navy im Juli 1940 beschlagnahmt. Im Dienst von März 1943 und bis etwa September/Dezember 1944 als Wachboot im Hafen von Liverpool.[9]
  - Quentin Roosevelt, ehemaliger Aviso der französischen Marine: Im Dienst von Januar 1941 bis Januar 1942 bei der 24th Anti-Submarine Group in Kirkwall. Auf dem Schiff wurden die Freiwilligen ausgebildet, die später die Besatzungen der Korvetten HMS Godetia und HMS Buttercup bildeten.[10]
  - HMS Raitea: Im Dienst von Januar bis September 1941
  - HMS Sheldon: Im Dienst zwischen April 1941 und Juli 1943
  - HMS Electra II, ehemaliger Trawler: im Dienst zwischen April 1941 und Juli 1943
  - HMS Phrontis, ehemaliger Trawler: im Dienst zwischen April 1941 und Juli 1943 bei der „Auxiliary Patrol“ in Stornoway, Schottland.

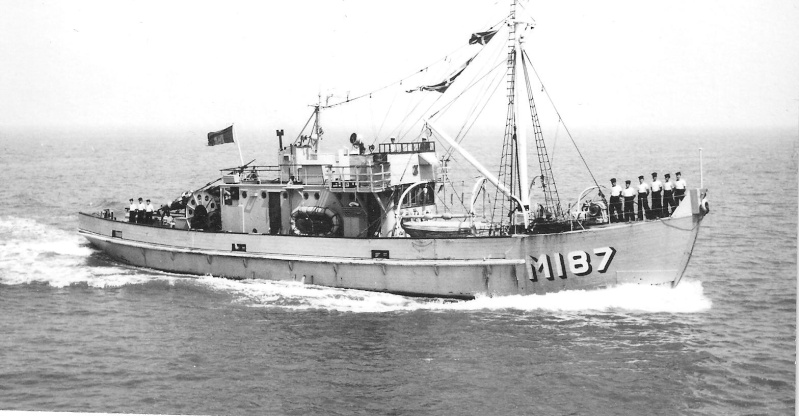
MMS 187

- 9 britische Minensuchboote als 118. Minensuch-Flottille[11]
  - Die RNSB betrieb auch die 118. Minensuch-Flottille, bestehend aus hölzernen Küstenminensuchbooten der MMS-Klasse mit den Booten MMS 43 (im Dienst Februar 1944 bis Juli 1945), MMS 75 (August 1945 bis Mai 1946), MMS 77 (Februar 1944 bis Oktober 1945), MMS 79 (Oktober 1945 bis Mai 1946), MMS 112 (August 1944 bis Mai 1946), MMS 182 (Mai 1946 bis Juli 1954), MMS 187 (30. September 1943 bis Juli 1954), MMS 188 (28. Mai 1942 bis Juli 1954), MMS 189 (Mai 1946 bis Juli 1954), MMS 191 (Juli 1942 bis Juli 1954), MMS 193 (30. September 1943 bis September 1954) und MMS 266 (Mai 1946 bis Juli 1954). Ab 1943 operierte die Flottille aus Harwich im Kanal und der Nordsee, um Minen zu beseitigen. Im November 1944 räumte sie die Scheldemündung und öffnete den Hafen von Antwerpen für alliierte Nachschubtransporte.

Über die Besetzung der genannten Schiffe und Boote gab es mehr belgische Offiziere, als auf belgisch bemannten Schiffen eingesetzt werden konnten. Diese Offiziere dienten auf Schiffen der Royal Navy und waren im Kanal, an den britischen Küsten oder im Mittelmeer an Patrouillen, Geleitdiensten, der Minenräumung, in Landungsabteilungen im Süden Europas wie in der Normandie eingesetzt.

## Von der RNSB zur belgischen Marine
Eine Änderung der von der RNSB eingesetzten Verbände erfolgte nach der Befreiung Belgiens durch die Alliierten. Die belgische Regierung zog die Besatzungen der beiden Korvetten von den Schiffen ab und übergab die beiden Einheiten wieder der britischen Royal Navy. Die Besatzungen wurden nun in Belgien benötigt und in den Häfen eingesetzt. Die Minensuchverbände waren weiterhin im Einsatz – auch über das Kriegsende hinaus.
Zum Kriegsende in Europa bot die RNSB folgendes Bild: Die RNSB bestand aus 96 Offizieren, 1.230 Unteroffizieren und Matrosen. Dazu kamen 796 Rekruten in Großbritannien. Gleichzeitig arbeitete die belgische Regierung daran, eine eigene Marine zu schaffen. Als ihre Aufgaben wurde definiert: die Verteidigung der belgischen Küste, Geleitschutz für belgische Handelsschiffe, Stellung der Mannschaften für die Luftabwehr an Bord dieser Schiffe, die Offenhaltung der Küstengewässer und Flussmündungen sowie die Unterstützung anderer Marinen im Falle einer Invasion. Am 1. Februar 1946 werden per Dekret die belgischen Seestreitkräfte geschaffen. Rund 1.200 Männer der vormaligen RNSB bildeten den Grundstock der Marine.